# Ландж-Руд
Ландж-Руд (перс. لنجرود) — село в Ірані, у дегестані Поль-е Доаб, у бахші Заліян, шагрестані Шазанд остану Марказі. За даними перепису 2006 року, його населення становило 2017 осіб, що проживали у складі 536 сімей.

## Клімат
Середня річна температура становить 10,24 °C, середня максимальна – 29,07 °C, а середня мінімальна – -12,04 °C. Середня річна кількість опадів – 285 мм.
| Клімат поселення                              | Клімат поселення | Клімат поселення | Клімат поселення | Клімат поселення | Клімат поселення | Клімат поселення | Клімат поселення | Клімат поселення | Клімат поселення | Клімат поселення | Клімат поселення | Клімат поселення | Клімат поселення |
| Показник                                      | Січ.             | Лют.             | Бер.             | Квіт.            | Трав.            | Черв.            | Лип.             | Серп.            | Вер.             | Жовт.            | Лист.            | Груд.            |                  |
| Середній максимум, °C                         | 4,59             | 6,71             | 10,33            | 17,22            | 22,53            | 27,50            | 29,04            | 29,07            | 24,17            | 18,02            | 11,43            | 5,97             |                  |
| Середня температура, °C                       | −3,76            | −1,6             | 2,01             | 8,91             | 14,22            | 19,20            | 23,42            | 23,44            | 18,54            | 12,38            | 5,79             | 0,35             |                  |
| Середній мінімум, °C                          | −12,04           | −9,91            | −6,3             | 0,59             | 5,92             | 10,87            | 17,79            | 17,82            | 12,91            | 6,76             | 0,16             | −5,28            |                  |
| Норма опадів, мм                              | 42               | 36               | 52               | 40               | 37               | 8                | 1                | 1                | 0                | 6                | 25               | 37               |                  |
| Середньомісячна швидкість вітру, м/с          | 1.62             | 2.44             | 2.70             | 2.81             | 2.58             | 2.36             | 2.40             | 2.33             | 2.15             | 2.01             | 1.62             | 1.98             |                  |
| Середньомісячна сонячна радіація, кДж/м²·день | 9182             | 12310            | 14788            | 18098            | 22152            | 26977            | 25822            | 24043            | 21254            | 15638            | 10932            | 8879             |                  |
| --------------------------------------------- | ---------------- | ---------------- | ---------------- | ---------------- | ---------------- | ---------------- | ---------------- | ---------------- | ---------------- | ---------------- | ---------------- | ---------------- | ---------------- |
| Джерело:                                      |                  |                  |                  |                  |                  |                  |                  |                  |                  |                  |                  |                  |                  |